# Championnats du monde d'athlétisme en salle 2004, résultats détaillés
Résultats détaillés des Championnats du monde d'athlétisme en salle 2004 de Budapest.
| Courses : 60 m - 200 m - 400 m - 800 m - 1 500 m - 3 000 m Obstacles : 60 m haies Relais : Relais 4 × 400 m Sauts : Hauteur - Longueur - Triple saut - Perche Lancers : - Poids Épreuves combinées : Heptathlon/Pentathlon |

## Résultats

### 60m
| Rang | Pays              | Athlète              | Temps       |
| ---- | ----------------- | -------------------- | ----------- |
| 1    | Royaume-Uni       | Jason Gardener       | 6 s 49      |
| 2    | États-Unis        | Shawn Crawford       | 6 s 52      |
| 3    | Grèce             | Geórgios Theodorídis | 6 s 54      |
| 4    | États-Unis        | Mickey Grimes        | 6 s 55      |
| 5    | Slovénie          | Matic Osovnikar      | 6 s 58 (RN) |
| 6    | Portugal          | Francis Obikwelu     | 6 s 60      |
| 7    | Italie            | Simone Collio        | 6 s 60      |
| 8    | Trinité-et-Tobago | Niconnor Alexander   | 6 s 73      |

| Rang | Pays        | Athlète               | Temps       |
| ---- | ----------- | --------------------- | ----------- |
| 1    | États-Unis  | Gail Devers           | 7 s 08      |
| 2    | Belgique    | Kim Gevaert           | 7 s 12 (RN) |
| 3    | Biélorussie | Yulia Nesterenko      | 7 s 12      |
| 4    | États-Unis  | Torri Edwards         | 7 s 16      |
| 5    | France      | Muriel Hurtis         | 7 s 17      |
| 6    | Russie      | Yuliya Tabakova       | 7 s 17      |
| 7    | France      | Christine Arron       | 7 s 21      |
| 8    | Biélorussie | Natallia Safronnikava | 7 s 23      |

### 200m
| Rang | Pays       | Athlète           | Temps        |
| ---- | ---------- | ----------------- | ------------ |
| 1    | Bahamas    | Dominic Demeritte | 20 s 66 (RN) |
| 2    | Suède      | Johan Wissman     | 20 s 72      |
| 3    | Allemagne  | Tobias Unger      | 21 s 02      |
| 4    | Cameroun   | Joseph Batangdon  | 21 s 16      |
| 5    | États-Unis | Jimmie Hackley    | 21 s 35      |
| 6    | Pologne    | Marcin Urbas      | 21 s 49      |

| Rang | Pays        | Athlète                  | Temps                |
| ---- | ----------- | ------------------------ | -------------------- |
| 1    | Biélorussie | Natallia Safronnikava    | 23 s 13              |
| 2    | Russie      | Svetlana Goncharenko     | 23 s 15              |
| 3    | Autriche    | Karin Mayr-Krifka        | 23 s 18              |
| 4    | Ukraine     | Marina Maydanova         | 23 s 64              |
| 5    | Ukraine     | Nataliya Pyhyda          | 23 s 80              |
| 6    | Russie      | Anastasiya Kapachinskaya | 22 s 78 disqualifiée |

### 400m
| Rang | Pays                             | Athlète           | Temps   |
| ---- | -------------------------------- | ----------------- | ------- |
| 1    | Grenade                          | Alleyne Francique | 45 s 88 |
| 2    | États-Unis                       | Davian Clarke     | 45 s 92 |
| 3    | République démocratique du Congo | Gary Kikaya       | 46 s 30 |
| 4    | Tunisie                          | Sofiane Labidi    | 46 s 48 |
| 5    | États-Unis                       | Milton Campbell   | 46 s 74 |
| 6    | États-Unis                       | Joe Mendel        | 47 s 34 |

| Rang | Pays       | Athlète             | Temps        |
| ---- | ---------- | ------------------- | ------------ |
| 1    | Russie     | Natalya Nazarova    | 50 s 19      |
| 2    | Russie     | Olesya Krasnomovets | 50 s 65      |
| 3    | Bahamas    | Tonique Williams    | 50 s 87 (RN) |
| 4    | Roumanie   | Ionela Tirlea       | 51 s 58      |
| 5    | États-Unis | Julian Clay         | 52 s 82      |
| 6    | Grèce      | Fani Halkia         | 52 s 90      |

### 800m
| Rang | Pays           | Athlète                  | Temps               |
| ---- | -------------- | ------------------------ | ------------------- |
| 1    | Afrique du Sud | Mbulaeni Mulaudzi        | 1 min 45 s 71       |
| 2    | Brunei         | Rashid Ramzi             | 1 min 46 s 15 (RAs) |
| 3    | Brésil         | Osmar Barbosa dos Santos | 1 min 46 s 25       |
| 4    | Maroc          | Amine Laalou             | 1 min 46 s 57       |
| 5    | Kenya          | William Yiampoy          | 1 min 46 s 88       |
| 6    | Kenya          | Joseph Mutua             | 1 min 47 s 86       |

| Rang | Pays        | Athlète            | Temps         |
| ---- | ----------- | ------------------ | ------------- |
| 1    | Mozambique  | Maria Mutola       | 1 min 58 s 50 |
| 2    | Slovénie    | Jolanda Ceplak     | 1 min 58 s 72 |
| 3    | Royaume-Uni | Joanne Fenn        | 1 min 59 s 50 |
| 4    | États-Unis  | Jennifer Toomey    | 1 min 59 s 64 |
| 5    | Russie      | Tatyana Andrianova | 1 min 59 s 71 |
| 6    | Russie      | Olga Raspopova     | 2 min 00 s 56 |

### 1 500m
| Rang | Pays        | Athlète              | Temps         |
| ---- | ----------- | -------------------- | ------------- |
| 1    | Kenya       | Paul Korir           | 3 min 52 s 31 |
| 2    | Ukraine     | Ivan Heshko          | 3 min 52 s 34 |
| 3    | Kenya       | Laban Rotich         | 3 min 52 s 93 |
| 4    | Maroc       | Abdelkader Hachlaf   | 3 min 53 s 22 |
| 5    | Royaume-Uni | James Thie           | 3 min 53 s 36 |
| 6    | Pologne     | Miroslaw Formela     | 3 min 53 s 70 |
| 7    | Espagne     | José Antonio Redolat | 3 min 56 s 55 |
| 8    | Maroc       | Youssef Baba         | 3 min 57 s 79 |

| Rang | Pays        | Athlète             | Temps              |
| ---- | ----------- | ------------------- | ------------------ |
| 1    | Éthiopie    | Kutre Dulecha       | 4 min 06 s 40      |
| 2    | Canada      | Carmen Douma-Hussar | 4 min 08 s 18 (RN) |
| 3    | Russie      | Gulnara Samitova    | 4 min 08 s 26      |
| 4    | Bulgarie    | Daniela Yordanova   | 4 min 08 s 52      |
| 5    | Ukraine     | Nataliya Tobias     | 4 min 09 s 03      |
| 6    | Russie      | Yuliya Kosenkova    | 4 min 09 s 32      |
| 7    | Biélorussie | Alesya Turova       | 4 min 09 s 81      |
| 8    | Pologne     | Lidia Okninska      | 4 min 10 s 32      |

### 3 000m
| Rang | Pays     | Athlète               | Temps         |
| ---- | -------- | --------------------- | ------------- |
| 1    | Kenya    | Bernard Lagat         | 7 min 56 s 34 |
| 2    | Portugal | Rui Silva             | 7 min 57 s 08 |
| 3    | Éthiopie | Markos Geneti         | 7 min 57 s 87 |
| 4    | Espagne  | Antonio David Jiménez | 7 min 58 s 23 |
| 5    | Espagne  | Sergio Gallardo       | 7 min 58 s 96 |
| 6    | Pays-Bas | Gert-Jan Liefers      | 8 min 02 s 86 |
| 7    | Canada   | Kevin Sullivan        | 8 min 03 s 34 |
| 8    | Maroc    | Mohammed Amyn         | 8 min 03 s 50 |

| Rang | Pays        | Athlète             | Temps         |
| ---- | ----------- | ------------------- | ------------- |
| 1    | Éthiopie    | Meseret Defar       | 9 min 11 s 22 |
| 2    | Éthiopie    | Berhane Adere       | 9 min 11 s 43 |
| 3    | États-Unis  | Shayne Culpepper    | 9 min 12 s 15 |
| 4    | Espagne     | Marta Dominguez     | 9 min 12 s 85 |
| 5    | Royaume-Uni | Joanne Pavey        | 9 min 13 s 09 |
| 6    | Russie      | Yelena Sadoroshnaya | 9 min 13 s 70 |
| 7    | Allemagne   | Sabrina Mockenhaupt | 9 min 13 s 70 |
| 8    | Ukraine     | Marina Dubrova      | 9 min 14 s 34 |

### 60mhaies
| Rang | Pays       | Athlète            | Temps        |
| ---- | ---------- | ------------------ | ------------ |
| 1    | États-Unis | Allen Johnson      | 7 s 36 (RAm) |
| 2    | Chine      | Liu Xiang          | 7 s 43 (RAs) |
| 3    | Jamaïque   | Maurice Wignall    | 7 s 48 (RN)  |
| 4    | Lettonie   | Stanislavs Olijars | 7 s 49       |
| 5    | Cuba       | Yuniel Hernandez   | 7 s 58       |
| 6    | Suède      | Robert Kronberg    | 7 s 59       |
| 7    | Cuba       | Yoel Hernandez     | 7 s 78       |
| 8    | Jamaïque   | Dwight Thomas      | 7 s 87       |

| Rang | Pays       | Athlète               | Temps       |
| ---- | ---------- | --------------------- | ----------- |
| 1    | Canada     | Perdita Felicien      | 7 s 75 (RN) |
| 2    | États-Unis | Gail Devers           | 7 s 78      |
| 3    | France     | Linda Ferga-Khodadin  | 7 s 82 (RN) |
| 4    | États-Unis | Joanna Hayes          | 7 s 86      |
| 5    | Suède      | Susanna Kallur        | 7 s 89      |
| 6    | Jamaïque   | Lacena Golding-Clarke | 7 s 89      |
| 7    | Grèce      | Flora Redoumi         | 7 s 94      |
| 8    | France     | Nicole Ramalalanirina | 8 s 01      |

### 4 × 400 m relais
| Rang | Pays       | Athlète                                                         | Temps         |
| ---- | ---------- | --------------------------------------------------------------- | ------------- |
| 1    | Jamaïque   | Gregory Haughton Leroy Colquhoun Michael McDonald Davian Clarke | 3 min 05 s 21 |
| 2    | Russie     | Dmitriy Forshev Boris Gorban Andrey Rudnizkiy Aleksandr Usov    | 3 min 06 s 23 |
| 3    | Irlande    | Robert Daly Gary Ryan David Gillick David McCarthy              | 3 min 10 s 44 |
| 4    | Suisse     | Alain Rohr Cedric El-Idrissi Martin Leiser Andreas Oggenfuss    | 3 min 12 s 62 |
| 5    | Bahamas    | Chris Brown Timothy Munnings Andretti Bain Dennis Darling       | 3 min 17 s 57 |
| 6    | États-Unis | James Carter Milton Campbell Joe Mendel Godfrey Herring         | disqualifié   |

| Rang | Pays        | Athlète                                                                   | Temps              |
| ---- | ----------- | ------------------------------------------------------------------------- | ------------------ |
| 1    | Russie      | Olesya Krasnomovets Olga Kotlyarova Tatyana Levina Natalya Nazarova       | 3 min 23 s 88 (RM) |
| 2    | Biélorussie | Natallia Solohub Anna Kozak Ilona Usovich Sviatlana Usovich               | 3 min 29 s 96 (RN) |
| 3    | Roumanie    | Angela Morosanu Alina Rapanu Maria Rus Ionela Tirlea                      | 3 min 30 s 06 (RN) |
| 4    | Pologne     | Zuzanna Radecka Monika Bejnar Malgorzata Pskit Grazyna Prokopek           | 3 min 30 s 52 (RN) |
| 5    | Jamaïque    | Ronetta Smith Allison Beckford Michelle Ballentine Michelle Burgher       | 3 min 33 s 77      |
| 6    | Grèce       | Eleftheria Papadopoulou Chrysoula Goudenoudi Georgia Koumnaki Fani Halkia | 3 min 39 s 23      |

### Saut en hauteur
| Rang | Pays        | Athlète            | Hauteur |
| ---- | ----------- | ------------------ | ------- |
| 1    | Suède       | Stefan Holm        | 2,35 m  |
| 2    | Russie      | Yaroslav Rybakov   | 2,32 m  |
| 3    | Jamaïque    | Germaine Mason     | 2,25 m  |
| 3    | Roumanie    | Stefan Vasilache   | 2,25 m  |
| 3    | Tchéquie    | Jaroslav Baba      | 2,25 m  |
| 6    | Biélorussie | Henadz Maroz       | 2,25 m  |
| 7    | Ukraine     | Andriy Sokolovskyy | 2,25 m  |
| 8    | Irlande     | Adrian O'Dwyer     | 2,25 m  |

| Rang | Pays      | Athlète            | Hauteur     |
| ---- | --------- | ------------------ | ----------- |
| 1    | Russie    | Yelena Slesarenko  | 2,04 m (RN) |
| 2    | Russie    | Anna Chicherova    | 2,00 m      |
| 3    | Croatie   | Blanka Vlašić      | 1,97 m      |
| 4    | Ukraine   | Vita Palamar       | 1,97 m      |
| 5    | Allemagne | Daniela Rath       | 1,97 m      |
| 6    | Espagne   | Marta Mendia       | 1,94 m      |
| 7    | Bulgarie  | Venelina Veneva    | 1,94 m      |
| 8    | Ukraine   | Viktoriya Styopina | 1,91 m      |

### Saut en longueur
| Rang | Pays        | Athlète               | Longueur    |
| ---- | ----------- | --------------------- | ----------- |
| 1    | États-Unis  | Savanté Stringfellow  | 8,40 m      |
| 2    | Jamaïque    | James Beckford        | 8,31 m      |
| 3    | Russie      | Vitaliy Shkurlatov    | 8,28 m      |
| 4    | Roumanie    | Bogdan Tarus          | 8,26 m      |
| 5    | Ukraine     | Volodymyr Zyuskov     | 8,23 m      |
| 6    | Royaume-Uni | Christopher Tomlinson | 8,17 m (RN) |
| 7    | Russie      | Kirill Sosunov        | 8,16 m      |
| 8    | Cuba        | Ivan Pedroso          | 8,09 m      |

| Rang | Pays     | Athlète             | Longueur    |
| ---- | -------- | ------------------- | ----------- |
| 1    | Russie   | Tatyana Lebedeva    | 6,98 m      |
| 2    | Russie   | Tatyana Kotova      | 6,93 m      |
| 3    | Suède    | Carolina Klüft      | 6,92 m (RN) |
| 4    | Chine    | Guan Yingnan        | 6,75 m      |
| 5    | Lettonie | Valentina Gotovska  | 6,67 m      |
| 6    | Italie   | Fiona May           | 6,64 m      |
| 7    | Espagne  | Concepcion Montaner | 6,46 m      |
| 8    | Roumanie | Adina Anton         | 6,43 m      |

### Saut à la perche
| Rang | Pays      | Athlète             | Hauteur |
| ---- | --------- | ------------------- | ------- |
| 1    | Russie    | Igor Pavlov         | 5,80 m  |
| 2    | Tchéquie  | Adam Ptáček         | 5,70 m  |
| 3    | Ukraine   | Denys Yurchenko     | 5,70 m  |
| 4    | Suède     | Patrik Kristiansson | 5,70 m  |
| 5    | Allemagne | Tim Lobinger        | 5,70 m  |
| 6    | Italie    | Giuseppe Gibilisco  | 5,60 m  |
| 7    | France    | Romain Mesnil       | 5,60 m  |
|      | Pays-Bas  | Rens Blom           | NM      |

| Rang | Pays       | Athlète            | Hauteur      |
| ---- | ---------- | ------------------ | ------------ |
| 1    | Russie     | Yelena Isinbayeva  | 4,86 m (RM)  |
| 2    | États-Unis | Stacy Dragila      | 4,81 m (RAm) |
| 3    | Russie     | Svetlana Feofanova | 4,70 m       |
| 4    | États-Unis | Jillian Schwartz   | 4,60 m       |
| 5    | Pologne    | Monika Pyrek       | 4,50 m       |
| 5    | France     | Vanessa Boslak     | 4,50 m (RN)  |
| 7    | Pologne    | Anna Rogowska      | 4,40 m       |
| 8    | Allemagne  | Nastja Ryshich     | 4,40 m       |

### Triple saut
| Rang | Pays        | Athlète             | Longueur     |
| ---- | ----------- | ------------------- | ------------ |
| 1    | Suède       | Christian Olsson    | 17,83 m (RM) |
| 2    | Brésil      | Jadel Gregorio      | 17,43 m      |
| 3    | Cuba        | Yoandri Betanzos    | 17,36 m      |
| 4    | Biélorussie | Dmitriy Valyukevich | 17,22 m      |
| 5    | Roumanie    | Marian Oprea        | 17,19 m      |
| 6    | Ukraine     | Mykola Savolaynen   | 16,95 m      |
| 7    | Russie      | Danil Burkenya      | 16,62 m      |
| 8    | France      | Julien Kapek        | 16,50 m      |

| Rang | Pays     | Athlète                | Longueur      |
| ---- | -------- | ---------------------- | ------------- |
| 1    | Russie   | Tatyana Lebedeva       | 15,36 m (RM)  |
| 2    | Soudan   | Yamilé Aldama          | 14,90 m (RAf) |
| 3    | Grèce    | Chrysopiyí Devetzí     | 14,73 m       |
| 4    | Jamaïque | Trecia Smith           | 14,71 m (RN)  |
| 5    | Italie   | Magdelin Martinez      | 14,67 m       |
| 6    | Cameroun | Françoise Mbango Etone | 14,62 m       |
| 7    | Roumanie | Adelina Gavrila        | 14,62 m       |
| 8    | Ukraine  | Olena Hovorova         | 14,59 m       |

### Lancer du poids
| Rang | Pays        | Athlète            | Distance     |
| ---- | ----------- | ------------------ | ------------ |
| 1    | États-Unis  | Christian Cantwell | 21,49 m      |
| 2    | États-Unis  | Reese Hoffa        | 21,07 m      |
| 3    | Danemark    | Joachim Olsen      | 20,99 m      |
| 4    | Pologne     | Tomasz Majewski    | 20,83 m (RN) |
| 5    | Espagne     | Manuel Martínez    | 20,79 m      |
| 6    | Biélorussie | Andrey Michnevich  | 20,50 m      |
| 7    | Royaume-Uni | Carl Myerscough    | 20,47 m      |
| 8    | Ukraine     | Yuriy Bilonog      | 20,26 m      |

| Rang | Pays        | Athlète             | Distance             |
| ---- | ----------- | ------------------- | -------------------- |
| 1    | Russie      | Svetlana Krivelyova | 19,90 m              |
| 2    | Cuba        | Yumileidi Cumba     | 19,31 m              |
| 3    | Allemagne   | Nadine Kleinert     | 19,05 m              |
| 4    | Pologne     | Krystyna Zabawska   | 19,00 m              |
| 5    | Chine       | Li Meiju            | 18,69 m              |
| 6    | Cuba        | Misleydis Gonzalez  | 18,41 m              |
| 7    | Biélorussie | Nadezhda Ostapchuk  | 18,33 m              |
| 8    | Ukraine     | Vita Pavlysh        | 20,49 m disqualifiée |

### Heptathlon/Pentathlon
| Rang | Pays       | Athlète             | Points          |
| ---- | ---------- | ------------------- | --------------- |
| 1    | Tchéquie   | Roman Šebrle        | 6 438 pts (RE)  |
| 2    | États-Unis | Bryan Clay          | 6 365 pts       |
| 3    | Russie     | Lev Lobodin         | 6 203 pts       |
| 4    | Kazakhstan | Dmitriy Karpov      | 6 155 pts (RAs) |
| 5    | Estonie    | Erki Nool           | 6 093 pts       |
| 6    | Russie     | Aleksandr Pogorelov | 6 022 pts       |
| 7    | Islande    | Jón Arnar Magnússon | 5 993 pts       |
| 8    | Slovénie   | Ranko Leskovar      | 5 612 pts       |

| Rang | Pays        | Athlète            | Points         |
| ---- | ----------- | ------------------ | -------------- |
| 1    | Portugal    | Naide Gomes        | 4 759 pts (RN) |
| 2    | Ukraine     | Nataliya Dobrynska | 4 727 pts (RN) |
| 3    | Lituanie    | Austra Skujytė     | 4 679 pts (RN) |
| 4    | Pays-Bas    | Karin Ruckstuhl    | 4 640 pts (RN) |
| 5    | Belgique    | Tia Hellebaut      | 4 526 pts      |
| 6    | Biélorussie | Irina Butor        | 4 315 pts      |
| 7    | Estonie     | Larisa Netseporuk  | 4 227 pts      |
| 8    | États-Unis  | Kim Schiemenz      | 4 012 pts      |